# Нікандров Юрій Юрійович
Нікандров Юрій Юрійович (нар.28 грудня 1988) — український спортсмен, який спеціалізується на стендовій стрільбі, чемпіон літньої Універсіади у Казані. Навчався в Національному університеті «Одеська юридична академія»

## Спортивні результати

### Універсіада 2013
На літній Універсіаді у Казані Юрій виступав у 2 дисциплінах. та завоював золоту медаль у стендовій стрільбі в трапі. У фіналі він переміг італійця Валеріо Гразіні. Бронзова медаль дісталася ще одному італійцеві — Сімоне Лоренцо Проспері.
У дубль-трапі Нікандров посів шістнадцяте місце.

## Державні нагороди
- Орден «За заслуги» III ст. (25 липня 2013) — за досягнення високих спортивних результатів на XXVII Всесвітній літній Універсіаді в Казані, виявлені самовідданість та волю до перемоги, піднесення міжнародного авторитету України[5]

## Родина
- Дід: Нікандров Юрій Степанович (1923 - 2018) — заслужений майстер спорту СРСР, заслужений тренер України.